# Danger Gang
Danger☆Gang (jap. デンジャー☆ギャング) – czteroosobowa japońska grupa pochodząca z Tokio. Zespół wyróżnia się tym, że w jego skład wchodzą same kobiety, co jest rzadkością na zdominowanej przez mężczyzn scenie nurtu muzycznego visual kei.

## Skład
- Waka – wokal
- Hiko – gitara
- Mizuki – bas
- Ren – perkusja

### Byli członkowie
- Rei (odeszła w 2011) – perkusja
- Thera (odeszła w 2011) – bas
- Ka-e (odeszła w 2004) – bas

## Historia
Danger☆Gang został założony przez wokalistkę Waka, gitarzystkę Hiko, perkusistkę Rei oraz występującą w charakterze supportu basistkę Ka-e we wrześniu 2002 roku. Koncertować zaczęły dopiero w styczniu 2003. Wtedy też Ka-e została oficjalną członkinią zespołu. Ich pierwszy występ na żywo miał miejsce 15 stycznia w Takadanobaba Area (Tokio). Pierwszy singiel grupy, Danger☆Gang no theme, został wydany 26 marca, w dniu kiedy zespół dawał koncert.
Thera zastąpiła Ka-e w styczniu 2005.

## Dyskografia

### Albumy
- CRASH – minialbum
- DOKU ROKKU – minialbum

### Single
- Danger☆Gang no theme (デンジャー☆ギャングのテーマ)
- Samurai (サムライ)
- Retsu
- DUTY